# Бурлаки (Україна)
Бурла́ки — село в Україні, у Хорольській міській громаді Лубенського району Полтавської області. Населення становить 35 осіб. До 2020 орган місцевого самоврядування — Мусіївська сільська рада.

## Географія
Село Бурлаки знаходиться на лівому березі річки Сула, вище за течією на відстані 1,5 км розташоване село Березняки, нижче за течією на відстані 0,5 км розташоване село Шкилі. На відстані 1 км розташоване село Дації. Річка в цьому місці звивиста, утворює лимани, стариці (Крива) та заболочені озера.

## Історія
Поселення засноване трьома родинами бурлаків в кінці XVII століття, які прибули сюди втікачами з Дніпра і поселились на найвищому пагорбі біля урочища Пишне. У 1859 році село Бурлаки було козацького стану, мало 15 І дворів, у яких мешкало 76 осіб різного віку.
Через п'ятдесят років поселення зросло до 30 дворів з населенням 266 чоловік. Хутір мав 447 десятин угідь, а орної — 296 десятин. Поселення входило до Покровобагачанської волості. Хутір постійно поповнювався новими поселеннями і у передвоєнний рік вже нараховувалось 110 дворів та 367 мешканців. Тут був окремий колгосп до 1950 року, початкова школа, медпункт і магазин. Бурлаки входили до складу Березняківської сільської ради.
Віднесене до «неперспективних сіл», і сьогодні в Бурлаках лише 20 дворів і 31 мешканець, всі похилого віку.
12 червня 2020 року, відповідно до розпорядження Кабінету Міністрів України № 721-р «Про визначення адміністративних центрів та затвердження територій територіальних громад Полтавської області», село увійшло до складу Хорольської міської громади..
19 липня 2020 року, в результаті адміністративно - територіальної реформи та ліквідації Хорольського району, село увійшло до складу новоутвореного Лубенського району.